# 大谷元秀
大谷 元秀（おおや もとひで）は、戦国時代から江戸時代前期にかけての武将。丹羽氏の家臣。本姓は藤原朝臣。

## 生涯
丹羽家臣・大谷吉秀（弥兵衛）の子（嫡男）。丹羽家の伝承によれば、母は今川義元の妹であったという。大谷氏は、藤原南家乙麻呂流二階堂氏・二階堂行通の子・藤原行信（大谷志摩守）が尾張国丹羽郡大谷-大屋敷村"おおやしき"を領して「大谷"おおや"」殿と呼ばれたことに由来すると伝わり、斯波氏、今川氏などに属したのち、斯波家家臣の祖父・二階堂右近信吉、元今川家家臣の父・吉秀の代に旧斯波家家臣で織田家家臣・重臣丹羽長秀に仕えた。また二階堂行通の子・大谷（藤原）志摩守行信の子孫の斯波家家臣の大谷豊前守入道玄本は草ヶ谷城城主（永享四年(1432)に足利幕府は幕府奉公衆武藤与二郎用定に代官職を安堵した。）、一宮荘代官職、西遠江国小守護代を勤め、室町幕府7代管領斯波義教（義重）の家臣、斯波氏執事甲斐将久（常治）の家人。甲斐将久（常治）の娘を娶る。筆頭家人として辣腕を振るった。
橘谷山大洞院（静岡県周智郡）にある正長元年（一四二八）八月一五日に造られた当院の梵鐘銘には「一宮庄大洞禅庵住持比丘天」「檀越沙弥玄本　施主沙弥聖有」あり（大洞禅院大鐘銘写「当山室中宝蔵記」崇信寺蔵）、沙弥玄本は遠江守護代甲斐将久（常治）の家人大谷豊前入道玄本である（御前落居記録）。
元秀は永禄11年（1568年）の観音寺城の戦いで父・大谷弥兵衛吉秀と共に初陣以来、生涯で大小23度の戦に参戦し、その他多くの戦に従軍した、「鬼弥兵衛と呼ばれた父に劣らず」と武勇を称された。天正12年（1584年）10月20日に父・吉秀（戒名、見性圎法空居士）が没すると家督を継ぎ、越前国の越前藤枝城城代5千石を賜った。
慶長5年（1600年）の関ヶ原の戦いでは、丹羽家は西軍に与し、東軍の前田利長と加賀国能美郡南浅井 において激突する（浅井畷の戦い）。元秀は坂井直政（後結城家臣）と共に北浅井方面に出陣し、長連龍、太田長知ら前田軍の殿軍と交戦した。その後は、丹羽家宿老衆筆頭元秀、一門衆筆頭丹羽秀重、江口正吉（後結城家臣）、坂井直政らと共に金沢城へ行き、和睦交渉を行った。
関ヶ原の戦い後、丹羽家は改易されるが、元秀は以後も丹羽長重に付き従い、その身を守った。後に長重が常陸古渡1万石余で大名に復帰すると、元秀には大身・千石を与えた。
慶長19年（1614年）11月25日〜26日の大坂冬の陣の鴫野の戦い・今福の戦いでは、征夷大将軍徳川秀忠および大御所殿徳川家康の命下に従い丹羽家は寡兵（旗本40騎、徒士300兵、足軽・雑兵1000人、鉄砲100丁、合計1340人）ながら総大将丹羽長重の副将兼侍大将大谷元秀として従軍し、寡兵という劣勢ながら歴戦の猛将として激烈なる勇士なる活躍をする。だが、丹羽家一門の丹羽秀重が味方上杉景勝勢と共闘中に負傷して、丹羽勢は退却となる。また、大谷元秀は豊臣方牢人・二本松藩江口三郎右衛門宗家江口伝次郎正吉と子・江口博次郎正信を子・大谷志摩秀成と浅尾（浅見）数馬介重常に命じて丹羽家に呼び戻し大阪城から丹羽長正（長重の弟）を救出させ以後江口親子（隠居・正吉は長重本陣付陣代・軍師・部将、子・三郎右衛門正信は旗本1騎・侍大将）翌年の夏の陣に従軍する江口正吉は浅井畷の戦いにおいて軍師兼侍大将であり、江口は寡兵での戦略家を得意としていた点において丹羽家に必要不可欠であり、江口家は陸奥白河藩10万石余り加増に1万石を与えられている。この働きもあり常陸古渡藩1万石余から常陸江戸崎藩2万石余と加増される。冬の陣における丹羽家の最終的な損害は戦死1人、負傷者12〜14人であった。またこの寡兵ながら勇猛なる働きによって丹羽長重は元和3年（1617年）に御伽衆に任命される。
大坂夏の陣においても、慶長20年（1615年）5月6日の八尾・若江の戦いで、丹羽家は寡兵ながら藤堂高吉（丹羽長秀の三男、長重の弟）勢を救援し、また幕府軍副将榊原康勝、丹羽長重らは味方有利と見て寡兵ながら木村勢方先鋒木村宗明へ攻めかかり、木村重成はじめとして多くを討ち取る武功をあげる。5月7日の天王寺・岡山の戦いでは、正午頃、豊臣方大将毛利勝永の寄騎が先走り、開戦となる。幕府方先鋒大将本多忠朝と小笠原勢は小笠原忠脩が戦死、小笠原秀政が負傷する事態に陥った。寡兵ながら従軍している丹羽勢は毛利勢に追随する木村重成勢の残余兵である木村宗明は丹羽家に因縁があり、交戦するも虚しく丹羽家一門衆丹羽秀重と丹羽忠政（長重の従兄弟、母は織田信長の娘）が戦死し、丹羽長重や大谷元秀らはその場で一門の亡骸を守る為奮戦せざるを得なくなる。寡兵ながら丹羽家の最終的な損害は不明である。その後、江戸幕府が大坂夏の陣の戦後処理に時間を要した為、元和8年（1622年）に働きが認められ陸奥棚倉藩5万石余となり、続けて陸奥白河藩10万石余となる。また次代・丹羽光重の代には陸奥二本松藩10万7百石余へと累進するきっかけとなった。大谷家は幕末まで丹羽家二本松藩の藩政を代々重臣となり支えている。丹羽家と大谷家は旧斯波家家臣から四百数十年余という長い関係がある。
元和8年（1622年）5月19日、江戸藩邸で病没。享年69（戒名、黄梅院寶圎宗珍居士）。家督は嫡男・秀成（志摩）が継いだ。

## 逸話
- 初陣となった「観音寺城の戦い」において、六角家の松野山三郎なる勇士を討ち取った元秀は、その功を喜んだ織田信長より「先祖の中に、武があって長命だった者がいるだろう。その先祖にあやかって名に改めよ」と命じられ、「大谷與兵衛信治-享年96歳」という先祖にちなみ、彦十郎から与兵衛（與兵衛）に通称を改めた[1]。
- 「富山の役」では、敵将・佐々隼人を討ち取る功を上げており、戦闘中に佐々隼人の傍から奪った槍を「笹切」と名づけて愛用した。この槍の名の由来については2説あり、「佐々の槍で佐々を討ったため（佐々斬り→笹切）」とも「舞い散る笹の葉が槍穂に触れ、真っ二つに切れた」からだともいう。この槍は元秀の死後、主君丹羽長重に献上され、丹羽家代々の持槍となった「注:佐々隼人の所有かは不明」[1]。
- 大坂夏の陣・天王寺・岡山の戦いの前夜、大谷元秀、その子・秀成、直信、成田重忠（正成）、長屋元吉は、「明日の戦でもし高名を遂げられなければ、我ら五人、必ず討ち死にすべし」と誓い合い、水筒の酒を呑み交わした。翌日、五人はそれぞれ功名を挙げ、元秀は主君長重が徳川家康と徳川秀忠の両君から賜った愛刀（大谷家家宝:和泉守兼定）「現存:所在不明」を与えられた。たらたらたらりとよく切れたことから「たらちね」と呼ばれた[1]。
- 元和5年（1619年）、長重は新たに常陸江戸崎を加増されて2万石となった際に、元秀にさらに1千石の加増をしようとしたところ、元秀は「私はもう年老いて役に立ちません。この所領で良き士を招いて下さい」と言って固辞した[1]。
- 古渡のころ、領民たちが「丹羽家の年貢が重すぎる」と江戸へ押しかけて直訴した。証言は幕閣に取り上げられ、本多正信、酒井忠世、土井利勝が裁定に乗り出す大事となったが、このとき、丹羽家から派遣された元秀は「不正あってのことではなく、大坂の陣の出兵によって家中が困窮したため、やむを得ず領民より軍役分の夫金を取り立てただけのこと。このことは以前、土井・本多両君にもお許しを頂いたはず」と答えた。幕閣たちは「もっともである」とその理を認めて領民たちを古渡へ引き渡し、元秀は直訴の中心となった十名の首をことごとく刎ね、事態を収束させた[1]。
- 子孫は丹羽家（陸奥二本松藩）に重臣として仕え、代々藩政を支えた。また、幕末には丹羽の鬼大谷として、鬼与兵衛・大谷与兵衛元清（六番組銃士隊隊長）、鬼志摩・大谷志摩元善（遊撃隊隊長）、丹羽の鬼鳴海・大谷鳴海信古（五番組銃士隊隊長）、二階堂衛守（二本松少年隊副隊長）などを輩出し、それぞれ戊辰戦争・小野新町の戦い・白河口の戦い・二本松の戦い・母成峠の戦いなど」で活躍している[1]。 また、父・大谷弥兵衛吉秀の次男、兄・大谷与兵衛元秀の弟、大谷治右衛門元勝の子孫・大谷治右衛門家本家10代当主大谷武（「元次」。明治8年（1875年）9月没、享年34、『福島県史』第22巻8各論人物p.105等の大谷武と大谷竹治は同一人物）は、9代当主大谷治右衛門元実（明治27年（1894年）没、享年80。隠居後は号を「静山」）、竹木元方役100石の嫡男・長男として誕生する。妻は渡辺孫市貫（砲術家）の娘、弓術や和歌に優れ、日置流印西派弓術と日置流雪花派弓術の免許皆伝し、書画を根本愚州に学ぶ。丹羽長国の近習、御小姓目付 、歌人、二本松萬古焼絵付師。また、大谷武の嫡男・ 長男は大谷元良（慶応元年（1865年）2月15日生まれ、昭和15年（1940年）没、享年76）。妻はキク（大正10年（1921年）没、享年49）。白河県田村郡（現福島県田村市）の田村玄泰（白岩玄泰、慶応2年（1866年）に白岩玄泰は白岩医院の第6代目院長となる）に学び、明治20年（1887年）1月済生学舎の医学予科（現日本医科大学医学部医学科と現東京医科大学医学部医学科）卒業、明治21年（1888年）6月第一学区東京医学院の医学本科（現東京大学理科三類医学部医学科）卒業、公立本宮病院に勤め後、松川（現福島市松川）にて医院を開業、子に恵まれず養子の誠が継ぐ）など輩出した[9]。
- 戊辰戦争後、本家大谷元清（与兵衛）、元善（志摩）の弟・元綱（与兵衛）二本松藩主丹羽長裕の代に家老職[10]。分家信古（鳴海）らは、明治政府から許されて爵位贈男爵と大日本帝国陸軍陸軍少将及び陸軍中将の称号を贈られたが、大谷は「我が本意にあらず」と固辞して隠棲した[11][12]。二本松県の書類上は男爵・士族・平民大谷家本家陸軍少将並びに男爵・士族・平民大谷家分家陸軍中将とされた[1]。